# Březina (Hořepník)
Březina (německy Birkicht) je malá vesnice, část obce Hořepník v okrese Pelhřimov. Nachází se asi dva kilometry jižně od Hořepníku. Prochází zde silnice II/129. Při jižním okraji osady protéká řeka Trnava, která je levostranným přítokem řeky Želivky.
Březina leží v katastrálním území Březina u Hořepníku o rozloze 3,25 km².

## Historie
První písemná zmínka o vesnici pochází z roku 1299.

## Obecní správa
V letech 1869–1910 k obci patřily Bořetice.

## Pamětihodnosti
- Hrad Konipas, jinak zvaný Hořepník, byl založen v polovině 13. století a zpustl před rokem 1457. Z jeho zdiva vystavěny dva špýchary. Z hradu se dochovaly příkopy a sklepení.
- Březinský zámek vznikl roku 1765 přestavbou starší tvrze ze 16. století. Roku 1893 byl zámek novorenesančně přestavěn. U zámku se nachází kaple Čtrnácti svatých Pomocníků.